# Psychotria hirsuta
Psychotria hirsuta är en måreväxtart som beskrevs av Olof Swartz. Psychotria hirsuta ingår i släktet Psychotria och familjen måreväxter. Inga underarter finns listade i Catalogue of Life.